# Xylophanes josephinae
Espèce
Xylophanes josephinae est une espèce de lépidoptères de la famille des Sphingidae, de la sous-famille des Macroglossinae, tribu des Macroglossini, sous-tribu des Choerocampina, et du genre Xylophanes.

## Description
L'envergure varie de 40 à 42 mm. L'espèce est semblable à Xylophanes damocrita mais de plus grande taille. Les ailes antérieures sont plus allongées, ce qui rend la marge extérieure presque droite, les ailes postérieures sont plus longues (le sommet dépassant clairement le tornus). La face dorsale de l'aile antérieure est similaire, mais la zone médiane est plus pâle et la moitié basale de l'aile est moins étendue, ne traversant pas les parties basales des trois premières lignes postmédianes il n'y a pas la liaison de la ligne pâle avec les troisième et quatrième lignes postmédianes. En outre, les traits sombres et la tache discale sont moins marqués et les lignes postmédianes et submarginales sont plus droites. La bande médiane de la face dorsale de l'aile postérieure est bien développée seulement au début, mais disparait rapidement vers le sommet.

## Biologie
- Les adultes volent toute l'année
- Les chenilles se nourrissent sur Psychotria panamensis, Psychotria nervosa et Pavonia guanacastensis.

## Répartition et habitat
Répartition
L'espèce est connue en Amérique centrale essentiellement au Guatemala et au Mexique.

## Systématique
L'espèce Xylophanes josephinae a été décrite par l'entomologiste américain Clark en 1920.

### Synonymie
- Xylophanes cantel Schaus, 1941